# 夜間グライダーモード

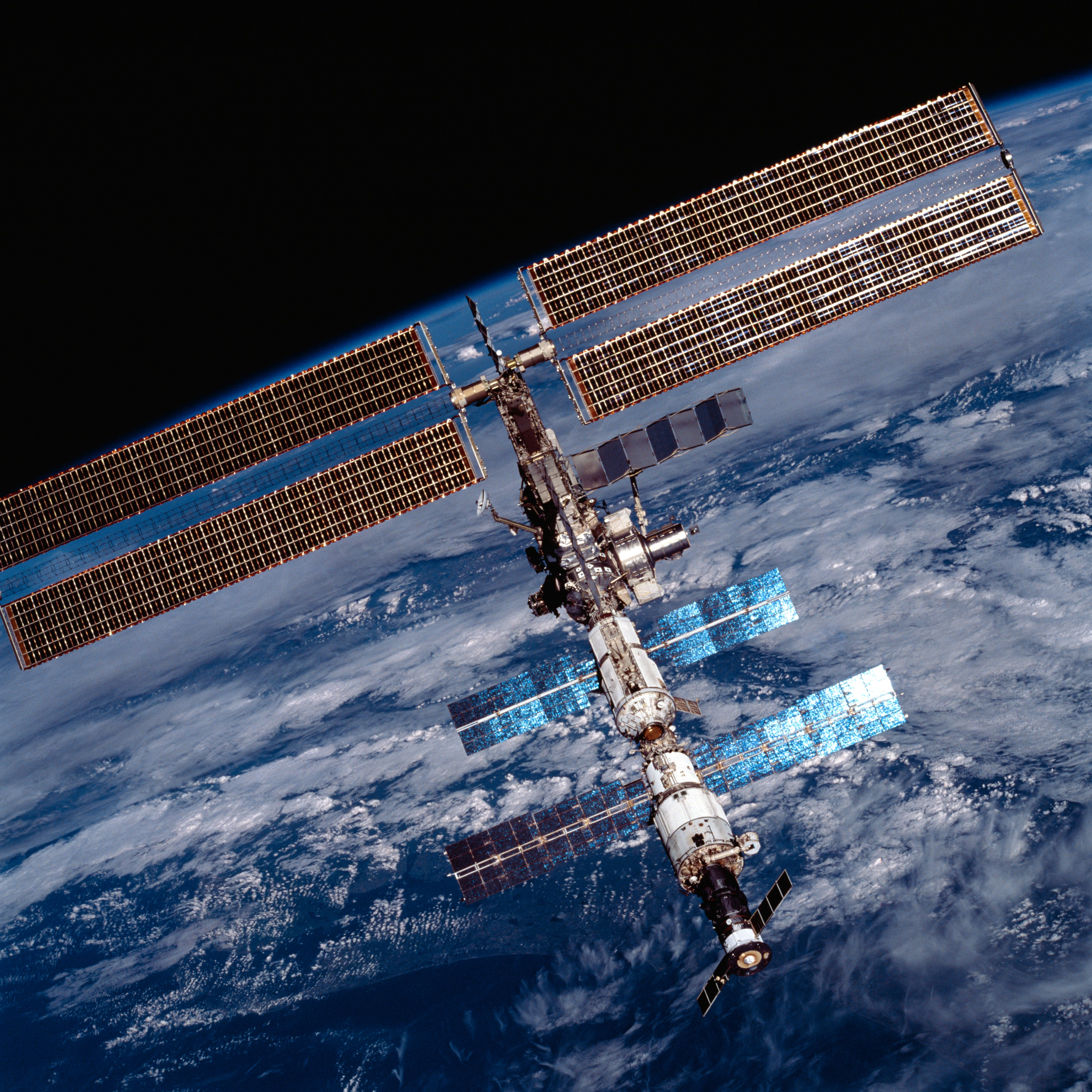
ソーラーパネルを広げる国際宇宙ステーション 2001年撮影

夜間グライダーモード (やかんグライダーモード、Night Glider mode or "XVV Night Glider mode") とは 国際宇宙ステーションのソーラーパネルの角度の調整方法の一つ。
通常、宇宙ステーションのソーラーパネルは太陽を追跡する。しかし、ソーラーパネルは空気抵抗源にもなる。太陽を追跡するのではなく、ソーラーパネルを軌道方向に対して平行にする場合("サンスライサー sun slicer" モード)は、空気抵抗が減る一方、電力は減少する。「夜間 グライダー」モードは日中はソーラーパネルが太陽を追跡し、太陽が地球の影に入ったときだけパネルを軌道に平行にする。これにより、ステーションの太陽電池パネルの平均抵抗が約 30% 減少する一方、電力は減少しない。
夜間グライダーモードの使用は、宇宙ステーションの歴史の初期にNASAルイスで提案されたが、コロンビア号空中分解事故後の2003年に初めて実装された。スペースシャトルプログラムが再設計期間中に、軌道維持のための推進剤をスペースシャトルが運べなくなったためだ。宇宙ステーションの抗力低減飛行モードの実装により、年間約1,000 kgの軌道維持推進剤が節約できた。
異なる運用モードであるサンスライサー抗力低減も使用されることがある。サンスライサー モードでは、パネルは全軌道の移動方向に対して平行になる。このモードでは抗力は最小限に抑えられるが、電力は減少する。逆に、運用上軌道を下げたい時は、ソーラーパネルを垂直に向ければ、パネルの抗力を最大化し減速に利用できる。（空力ブレーキ）たとえば、宇宙ステーションの軌道高度を下げて、シャトルが宇宙ステーションに到達するのに必要な燃料の量を減らすために行われる。どのソーラー アレイの方向モードを使用するかを選択することは、ISS管制 (「ミッション コントロール」) の役割である。